# Pollichthys mauli
La luciérnaga amarilla (Pollichthys mauli), es una especie de pez marino, el único del género Pollichthys, de la familia de los fosictíidos o peces luciérnaga.
Su nombre científico Pollichthys es en honor de su descubridor, el ictiólogo belga Max Poll.

## Anatomía
Su longitud máxima descrita es de 6 cm. No tiene espina ni en la aleta dorsal ni en la anal, con unos 10 radios blandos en la dorsal y poco más de 20 en la anal, con un color oscuro en el dorso y flancos color plateado. El cuerpo es delgado, con la aleta anal más larga que el sistema de la cola. Son bioluminiscentes, emitiendo luz por sus filas de fotóforos.

## Distribución y hábitat
Es un pez marino batipelágico de aguas profundas, oceanódromo, que habita en un rango de profundidad entre 100 y 600 metros, aunque normalmente se encuentra entre los 300 y 600 metros de profundidad. Se distribuye por todo el océano Atlántico, entre los 60° de latitud norte y los 34° de latitud sur, y entre los 98° de longitud oeste y 144° de longitud este. También en el golfo de México, así como por la costa oeste del océano Pacífico.
Es una especie oceánica y mesopelágica, adultos y juveniles suelen encontrarse en 200-500 m por día, y la mayoría de ellos migran a la zona superior de 100 a 200 m en la noche. Se alimenta principalmente de pequeños crustáceos. Su época principal de desove es durante el verano. Los adultos terminan de desarrollar los fotóforos luminosos cuando alcanzan los 25 a 27 mm de longitud corporal.